# Pentila leopardina
Pentila leopardina är en fjärilsart som beskrevs av Schultze och Aurivillius 1910/11. Pentila leopardina ingår i släktet Pentila och familjen juvelvingar. Inga underarter finns listade i Catalogue of Life.